# Município de Hanover (condado de Columbiana, Ohio)
Localização do Ohio nos E.U.A.
O município de Hanover (em inglês: Hanover Township) é um município localizado no condado de Columbiana no estado estadounidense de Ohio. No ano de 2010 tinha uma população de 3.704 habitantes e uma densidade populacional de 39,32 pessoas por km².

## Geografia
O município de Hanover encontra-se localizado nas coordenadas 40° 45′ 47″ N, 80° 54′ 44″ O. Segundo a Departamento do Censo dos Estados Unidos, o município tem uma superfície total de 94.19 km², da qual 92.75 km² correspondem a terra firme e (1.53%) 1.44 km² é água.

## Demografia
Segundo o censo de 2010, tinha 3.704 pessoas residindo no município de Hanover. A densidade populacional era de 39,32 hab./km².